# Saint-Jouan-des-Guérets
Saint-Jouan-des-Guérets è un comune francese di 2 803 abitanti situato nel dipartimento dell'Ille-et-Vilaine nella regione della Bretagna.

## Società

### Evoluzione demografica
Abitanti censiti